# گارسینگتون
گارسینگتون (به انگلیسی: Garsington) یک روستا و محله مدنی در بریتانیا است که در آکسفوردشر جنوبی واقع شده‌است. گارسینگتون ۸٫۴۲ کیلومتر مربع مساحت و ۱٬۶۸۹ نفر جمعیت دارد.